# Afrogitanopsis paguri
Afrogitanopsis paguri är en kräftdjursart. Afrogitanopsis paguri ingår i släktet Afrogitanopsis och familjen Amphilochidae. Inga underarter finns listade i Catalogue of Life.